# Philip Johnson
Philip Johnson, ameriški arhitekt, * 8. julij 1906, Cleveland, Ohio, ZDA, † 25. januar , 2005, New Canaan, Connecticut, ZDA.
Johnson je leta 1979 dobil Pritzkerjevo nagrado.